# Кабус
Абулхасан Кабус ібн Вушмагір ібн Зіяр Сам саль-Мааалі (перс. ابوالحسن قابوس بن وشمگیر بن زیار, شمس المعالی; помер 1012) — середньовічний правитель Ґорґану й Табаристану з династії Зіяридів.

## Життєпис
Син еміра Вушмгіра і доньки Шарвіна II, іспадбадха держави Бавандів. Після смерті батька в 967 році перебував у столиці держави — Ґорґані. Його старший брат Бісутун, намісник табаристану, висунув претензії на трон. Проте саманідська армія, яка прибула незадовго до смерті Вушмгіра для спільного походу проти Рукн ад-Даули ібн Буї, підтримала Кабуса, оскільки його матір належала до монаршої династії на відміну від матері Бісутуна. Останній в свою чергу уклав союз з Рукн ад-Даулою, після чого позбавив саманідське війське на чолі з Мухаммадом ібн Ібрагімом Сімджуром доступу до харчів. Наслідком став відстув союзників Кабуса до Хосарана. Кабус знайшов нового союзника в особі аль-Хасана ібн аль-Файрузана, правителя Семнана, але вони зазнали поразки від Бісутуна, внаслідок чого Кабус вимушен був тікати до вуйка Рустама II, правителя Бавандів.

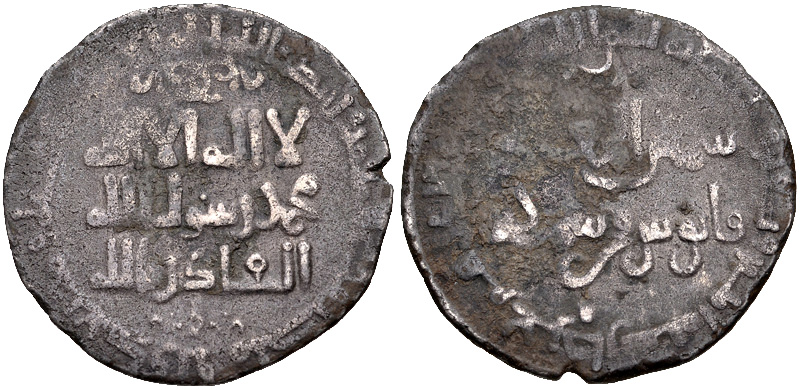
Монета Кабуса

Після смерті Бісутуна в 977 році Кабус знову виступив у боротьбу за трон з молодим небіжем, якого підтримував дід Дабадж ібн Бані, намісник Табаристану. Втім дії останнього викликало невдоволення війська, яке перейшло на бік Кабуса. Останній також уклав союз з еміром Адудом ад-Даулою. За цим відвоював Горган, а потім захопив небожа у Семнані. У 978 або 979 році халіф ат-Таї надав Кабусу титул шамс аль-маалі. З самого початку велику увагу придіялв поліпшенню правосуддя.
У 980 році Кабус надав притулок Факр ад-Даулі, еміру Рея, який зазнав поразки від Адуда ад-Даули. Останній запропонував Кабусу гроші та володіння в обмін на видачу чи отруєння Факра ад-Даули, але Кабус відмовився. Натомість було укладено союз з Факром і саманідським правителем Нухом II. У 981 році війська Адуда ад-Даули під проводом Муайяд ад-Даули завдав поразки коаліції, захопивши Горган і Табаристан. Кабус і Факр ад-Даула зазнали поразки у 3-денній битві біля Ґорґану й були змушені тікати до Хорасану під захист Нуха II. Останній відправив послали сили, щоб повернути провінції, але не мали успіху при облозі Горгану через конфлікт між саманідськими військовиками Абул-Аббас Ташем і Абул-Хусейн Сімджуридом.
984 року Факр ад-Даула відновив владу в Реї, але також захопив Горган і Табаристан, які відмовився повертати їх Кабусу. Він залишався в Саманідській державі, яка в цей час поринуло у глибоку політичну кризу, внаслідок чого відав Хорасан. Кабус перебрався до Бухари з Нішапуру. 994 року почав перемовини з еміром Себук-Тегіном щодо військової допомоги у відновленні трону, але без значного успіху. 
997 року скористався малолітством нового еміра Маджд ад-Даули, за підтримки Шахріяра Баванді й баті ібн Саїда відвоювавши міста Кух, Рустамдар і Амол. Наслідком стала відступ військ Буїдів на чолі із Ростамом Душманзіяром на південь, де останній став засновником роду Какуїдів. В той же час Кабус у битві біля Ґорґану завдав поразки решткам буїдських військ на чолі із Хасаном ібн Фірузаном внаслідок зради курдських і арабських найманців. 
До 998 року протистояв спробам Буїдів відвоювати його володіння, завдавши поразки біля Куха і Горгана. 999 року придушив повстання Шахріяра Бавані, намісника Куха. Невдовзі налагодив союзницькі стосунки з могутньою державою Махмуда Газневі, який відправив 1005 року військо для захоплення Рею, до якого приєднався Кабус. Похід був невдалий внаслідок того, що командуючого газневідської армії Мунтансіра було підкуплено регентшею Сайїдою Ширін. Невдовзі запідозрів свого сина Дару, намісника Табаристану, у змові. Останній вимушен був тікати до Махмуда Газневі, де той запроторив Дару до в'язниці. 
Жорсткий підхід Кабуса до командирів армії зрештою призвів до формування змови проти нього у фортеці Шамрабад, але йому вдалося втекти разом з візирем Абу'л-Аббасом Ганемі, якого Кабус невдовзі запідозрів у змові та наказав стратити. Заколотники посадили на трон Манучіхра, сина Кабуса, на трон. Останній переслідував Кабуса до Бістама, де останній зрештою погодився зректися престолу. Потім змовники відправили Кабуса до замку в Горгані. По дорозі до замку Кабус запитав одного з повстанців на ім'я Абдаллах, хто стояв за змовою. Абдаллах відповів, назвавши п'ятьох командувачів, а також сказав, що він був одним із тих, хто відіграв важливу роль у змові. Потім він звинуватив жорстокість Кабуса в причині його падіння. Кабус погодився і сказав Абдаллаху, що той мав наказати стратити Абдаллаха та інших злочинців до початку змови. Потім Кабус прибув до замку, де міг провести решту свого життя в молитві. Проте змовники все ще вважали його загрозою і заморозили до смерті в 1012 році.

## Поховання
Відомий тим, що 1007 року за його наказом звели 65-метрову башту Гумбед-і Кабус. Ця споруда стала першим баштовим мавзолеєм в ісламському світі та першим шатровим. За свідченням середньовічного історика Дженнабі, там був похований власне Кабус, тіло якого знаходилося у скляній труні, підвішеній на ланцюгах під стелею на висоті 50 м. Такий вид поховання відповідав зороастрійським уявленням, де було важливо не допустити контакту трупа із землею.

## Творчість і меценатство
Був пристрасним шанувальником наук і літератури та красномовства. Сам був відомим астрологом, математиком, поетом. Складав вірші арабською і перською мовами. Він також був відомий своєю майстерністю каліграфії. Почерк Кабуса називався «крило павича». Був переконливим сунітом.
При його дворі довго перебували поети Абу Бакр Хосраві, Камарі Джорджані, Сарахсі, Абу Бакр аль-Хорезмі, математик і астроном аль-Біруні (з 997 року) та лікар Ібн Сіна (1012 рік). Аль-Біруні присвятив Кабусу свою працю «Атар аль-Бакія ан аль-Курун аль-Халія» («Залишки слідів минулих століть», що також відома як «Хронологія стародавніх народів», 1000 рік). Також Біруні у 1002 році споглядав у Горгані сонячне затемнення.  Ібн сіну емір Кабус встиг лише прийняти при дворі, але його невдовзі було повалено.